# Terreiro Alarabedê
Ilê Axé Alarabedê é um terreiro de candomblé localizado no bairro Engenho Velho da Federação em Salvador, Bahia.
Foi fundado inicialmente em 1958 no Nordeste de Amaralina, pelo babalorixá pai Valdemar Ogunssy filho da ialorixá Maximiana Maria da Conceição (Tia Massi) e em 1989 transferido para o local atual. Destacando a participação do Espaço Cultural Vovó Conceição.